# Mike England
Harold Michael England MBE (Holywell, 1941. december 2. –) válogatott walesi labdarúgó, hátvéd, edző. A walesi válogatott szövetségi kapitánya (1980–1988).

## Pályafutása

### Klubcsapatban
1959 és 1966 között az angol Blackburn Rovers, 1966 és 1975 között a Tottenham Hotspur labdarúgója volt. 1975 és 1979 között az amerikai Seattle Sounders csapatában játszott. 1975–76-ban kölcsönben a walesi Cardiff City játékosa volt. 1979–80-ban az amerikai Cleveland Force teremlabdarúgó-csapatában fejezte be az aktív játékot. A Tottenham együttesével 1967-ben angolkupa-győztes lett. Tagja volt az 1971–72-es idényben UEFA-kupagyőztes, majd az 1973–74-es idényben UEFA-kupadöntős csapatnak.

### A válogatottban
1962 és 1974 között 44 alkalommal szerepelt a walesi válogatottban és négy gólt szerzett.

### Edzőként
1979 és 1987 között a walesi válogatott szövetségi kapitányaként tevékenykedett. 56 mérkőzésen: 22 győzelem, 16 döntetlen és 18 vereség volt mérlege.

## Sikerei, díjai
Tottenham Hotspur
- Angol kupa (FA Cup)
  - győztes: 1967
- Angol szuperkupa (FA Charity Shield)
  - győztes: 1967
- UEFA-kupa
  - győztes: 1971–72
  - döntős: 1973–74